# 960年代
| 千纪： | 1千纪                                                                                  |
| 世纪： | 9世纪 \| 10世纪 \| 11世纪                                                              |
| 年代： | 930年代 \| 940年代 \| 950年代 \| 960年代 \| 970年代 \| 980年代 \| 990年代              |
| 年份： | 960年 \| 961年 \| 962年 \| 963年 \| 964年 \| 965年 \| 966年 \| 967年 \| 968年 \| 969年 |

## 大事记
- 中国
  - 960年，後周都點檢趙匡胤發動政變，史稱"陳橋兵變。
  - 962年，周行逢死，子周保權繼位，部將張文表起兵反叛，兵敗被殺。宋發兵攻佔潭州。
  - 963年，宋軍攻佔江陵，高繼沖投降，荊南亡。宋軍平定武平。
  - 964年，宋太祖發兵攻後蜀。
  - 965年，孟昶投降，後蜀亡。
  - 968年，越南丁朝建立，國號瞿越，标志着越南从中国独立。
  - 969年，宋太祖趙匡胤親征北漢，宋軍久攻不下退兵。

- 欧洲
  - 962年，神聖羅馬帝國的建立，德意志國王、薩克森王朝的奧托一世在羅馬由教宗約翰十二世加冕稱帝，成為羅馬的監護人和羅馬天主教世界的最高統治者。
  - 967年，基輔羅斯达到了扩张最高峰，它迫使伏尔加保加尔人沉浮，占领了馬札尔人的首都。它还应拜占庭帝國皇帝之请入侵保加利亚帝國。

- 中东
  - 969年，法蒂玛王朝征服阿拉伯帝国统治下的埃及，同年拜占庭帝國收复了丢失了数个世纪的安條克。